# Taleporia nana
Taleporia nana är en fjärilsart som beskrevs av Abel Dufrane 1930. Taleporia nana ingår i släktet Taleporia och familjen säckspinnare. Inga underarter finns listade i Catalogue of Life.